# Мария Бургундская (герцогиня Клевская)
Мария Бургундская (около 1393, Дижон — 30 октября 1463, Калькар, Дюссельдорф) — второй ребёнок Жана Бесстрашного и Маргариты Баварской, сестра Филиппа III Доброго. Мария родилась в Дижоне. В мае 1406 года она стала второй женой Адольфа, графа Марки. Он стал первым герцогом Клевским в 1417 году. Они были бабушкой и дедушкой короля Франции Людовика XII; пра-пра-дедами Иоганн III, герцога Клевского, отца Анны Клевской, которая была четвертой супругой короля Англии Генриха VIII. По линии их дочери Екатерины они были предками Марии Стюарт.
Герцог и герцогиня Клевские жили в замке Винендале в Западной Фландрии. Она умерла в Клеве (современный Монтерберг, Калькар).

## Дети
1. Маргарита (1416—1444), супруга герцога Вильгельма III Баварского, затем графа Ульриха V Вюртембергского;
2. Екатерина (1417—1479), супруга герцога Арнольда Гелдернского;
3. Иоганн (1419—1481), следующий герцог Клевский;
4. Елизавета (1420—1488), супруга Генриха XXVI Швальцбург-Бланкенбургского;
5. Агнес (1422—1446), супруга короля Наваррского Карла IV;
6. Елена (1423—1471), супруга герцога Генриха Брауншвейг-Люнебургского;
7. Адольф (1425—1492), женат на Беатрисе Португальской;
8. Мария (1426—1487), супруга герцога Карла Орлеанского, мать короля Людовика XII.

## Наследие
После смерти Адольфа Клевского в 1448 году ему наследовал сын Иоганн. Мария удалилась в замок Монтерберг, недалеко от Калькара. Вернувшись из поездки на Ближний Восток в 1449 году, Иоганн посетил бенедиктинский монастырь в Болонье и вместе со своей матерью решил основать в Калькаре похожий монастырь, в котором смогли бы разместиться дюжину монахов. Строительство началось в 1453 году и было завершено к 1457 году. В зданиях находились многочисленные произведения искусства и большая библиотека. После секуляризации в 1802 году церковь и большинство зданий были снесены, произведения искусства распределили по всем окружающим церквям, в том числе и в церкви Святого Николая в Калькаре. От монастыря сохранилась только часть стены.
Город жил за счёт шерстяной ткацкой промышленности. Богатые буржуа и присутствие аристократии в лице Марии привлекали художников. В Калькарской церкви, построенной в 1450 году, и в монастыре было много предметов искусства. До начала XVI века город стал центром школы скульптуры, в которую входил Генрих Доуверманн. Кроме того, такие ученые, как Конрад Хересбах, советник герцогов Клевских, гуманист, юрист, педагог и фермер, периодически проживали в Калькаре. Этот период расцвета закончился в середине XVI века, когда после падения ткацкой деятельности и эпидемии чумы, которая уничтожила население.